# Pierina Legnani
Pierina Legnani (Milán, 1 de octubre de 1868- 15 de noviembre de 1930) fue una bailarina italiana que realizó 32 fouettés en tournant en el mundo del ballet en 1893. Desde 1893 hasta 1901 fue la primera en obtener el título de Primera Bailarina Assoluta en el Teatro Mariinsky de San Petersburgo.

## Biografía
Nació el 1 de octubre de 1868 en Milán, Italia. Se formó en Milán con Catarina Beretta, luego durante diez años en La Scala donde fue primera bailarina. 
En 1890 actuó como primera bailarina en el Teatro Alhambra de Londres, en 1892 fue nombrada primera bailarina en La Scala y luego se mudó a San Petersburgo en 1893, donde por primera vez obtuvo el título de primera bailarina assoluta en el ballet imperial del Teatro Mariinsky hasta 1901.
Legnani creó numerosos papeles para Marius Petipa, incluido el papel principal de Cenicienta en 1893 con el cual hizo su debut en el ballet imperial, esta actuación es reconocida por ejecutar 32 giros continuos de fouetté en tournant.
bailó los personajes de Odette y Odile en la versión revisada del Lago de los Cisnes de 1895 y el rol principal en Raymonda en 1898. Su última actuación fue en La Camargo, de Petipa, el 28 de enero de 1901. Hasta 1910 realizó actuaciones en Londres, Madrid y París.
Se consideraba que era una bailarina de inusual brillantez técnica y refinamiento.
Se retiró a su villa en el Lago de Como. Integró el consejo examinador de la Escuela de Ballet La Scala hasta cuatro meses antes de su muerte. Falleció el 15 de noviembre de 1930 a los sesenta y dos años. Se encuentra sepultada en el cementerio de Pognara Lario en el lago de Como.

## Repertorio
Ballets de Marius Petipa con Pierina Legnani:
- Cenicienta de Petipa / Ivanov / Cecchetti (música de Fitingof-Shell, 1893), Legnani fue la primera en establecer 32 fouettés en tournant.
- El talismán (música de Riccardo Drigo, 1895)
- La Perle (música de Drigo, 1896)
- Raymonda (música de Aleksandr Glazunov , 1898)
- Les ruses d'amour (música de Glazunov)
- Coppélia (versión de Petipa / Cecchetti, música de Léo Delibes, 1896)
- The Cavalry Halt (música de Johann Armsheimer, 1896)